# Боли нет
«Боли нет» — второй акустический студийный альбом белорусской панк-группы «Дай дарогу!». Выпущен 13 февраля 2011 года.

## Об альбоме
Предыдущий электрический альбом «Д.С.П.Г.» вышел в 2008 году. Затем группа долгое время ничего нового не записывала. «Я, чтобы сиськи долго не мять, решил сделать акустический альбом», — рассказал лидер группы Юрий Стыльский. Альбом «Боли нет» был выпущен 13 февраля 2011 года. На альбоме присутствует 12 композиций и один бонус-трек. Две песни («Есть основание» и «Д.С.П.Г.») ранее уже выходили на альбоме «Д.С.П.Г.», но здесь они звучат в акустическом варианте. Остальные 10 песен новые. В следующем 2012 году они выйдут в электрической версии на альбоме «Сквозь говно». Тематика песен по прежнему социально-бытовая, но в этот раз было много песен о любви («Переночевать», «Отравленные мозги», «НЛО», «Я не ведусь»). Бонусным треком идёт заглавная песня «Боли нет», но в электрическом варианте и в дуэте с лидером группы «Ляпис Трубецкой» Сергеем Михалком.
На вопрос журналиста Ultra-Music, как удалось «выцепить» Михалка, Стыльский ответил:

Мы давно с ним дружим. Он слышал наши песни, когда-то мы с ним выступали. В Витебске или в Бресте сыграли концерт, потом я послушал его песни. Он же весь такой идейный: «С колен подымаемся!» Как-то проникся творчеством и написал песню «Боли нет». Потом позвонил ему, и говорю: «Мы в похожем стиле написали песню, что ты скажешь?» Он ответил: «Классно, давайте еще мы трубы свои пропишем». Для нас было немножко неожиданно, что он так отзовётся. Записали и все остались довольны.

На обложке альбома изображён Юрий Стыльский с утюгом в руке. Оформлением обложки занимался директор группы Владимир Йодов.

## Список композиций
| №                   | Название            | Длительность |
| ------------------- | ------------------- | ------------ |
| 1.                  | «Боли нет»          | 2:45         |
| 2.                  | «В синих сандалях»  | 3:52         |
| 3.                  | «Есть основание»    | 2:47         |
| 4.                  | «Д.С.П.Г.»          | 3:24         |
| 5.                  | «Отравлены мозги»   | 5:28         |
| 6.                  | «НЛО»               | 3:52         |
| 7.                  | «Самый уникальный»  | 3:29         |
| 8.                  | «Я не ведусь»       | 4:15         |
| 9.                  | «Переночевать»      | 4:08         |
| 10.                 | «Специалист»        | 2:27         |
| 11.                 | «Не умирать»        | 2:30         |
| 12.                 | «Чёрный дракон»     | 2:38         |
| 13.                 | «Боли нет» (bonus)  | 2:45         |
| Общая длительность: | Общая длительность: | 44:20        |

## Участники записи
- Юрий Стыльский — слова, музыка, вокал, гитара, перкуссия
- Кирилл Скамьин — бас-гитара, вокал
- Юрий Колычев — соло-гитара (12)
- Сергей Михалок — вокал (13)
- записано на студии «Дай дарогу!»[1]

## Рецензии
На сайте Experty.by альбом получил смешанные отзывы и общий балл в 6,5 из 10. Сергей Будкин похвалил альбом. По его мнению эта работа группы может стать открытием для фанатов, поскольку здесь по-другому раскрывается лидер группы и меняется привычная подача материала. Другой рецензент Олег Климов отметил, что хотя Стыльский поёт всё о том же, слушать его не надоедает. Дмитрий Безкоровайный согласился, что одним из главных козырей группы является харизма её лидера Юрия Стыльского. В то же время, по мнению Безкоровайного аранжировки песен слишком простые. Другой эксперт Дмитрий Подберезский наоборот раскритиковал альбом. По его мнению, это никакой не панк. Но даже он согласился, что некоторые песни «неплохо звучат».
В следующем году, когда эти же песни выйдут в электрическом варианте на альбоме «Сквозь говно», Сергей Будкин отметит, что по крайней мере песни «Самый уникальный» и «Я не ведусь» лучше звучали именно в акустике.